# Article 47-1 de la Constitution de la Cinquième République française
Article 47 Article 47-2
En France, l'article 47-1 de la Constitution de 1958 détermine les principes des lois de financement de la sécurité sociale. Il a été créé par la révision constitutionnelle du 22 février 1996. 

## Version actuelle
« Le Parlement vote les projets de loi de financement de la sécurité sociale dans les conditions prévues par une loi organique.

Si l'Assemblée nationale ne s'est pas prononcée en première lecture dans le délai de vingt jours après le dépôt d'un projet, le Gouvernement saisit le Sénat qui doit statuer dans un délai de quinze jours. Il est ensuite procédé dans les conditions prévues à l'article 45.
Si le Parlement ne s'est pas prononcé dans un délai de cinquante jours, les dispositions du projet peuvent être mises en œuvre par ordonnance.

Les délais prévus au présent article sont suspendus lorsque le Parlement n'est pas en session et, pour chaque assemblée, au cours des semaines où elle a décidé de ne pas tenir séance, conformément au deuxième alinéa de l'article 28. »
— Article 47-1 de la Constitution de 1958

## Principes

### Révisions de 2005 et 2008
Jusqu'à la révision constitutionnelle du 23 juillet 2008, cet article comportait un alinéa supplémentaire ainsi rédigé : 
« La Cour des comptes assiste le Parlement et le Gouvernement dans le contrôle de l'application des lois de financement de la sécurité sociale. »
— Article 47-1 de la Constitution de 1958, version en vigueur du 23 février 1996 au 25 juillet 2008
Les dispositions relatives à la Cour des comptes font désormais l'objet d'un nouvel article, le 47-2.